# گرانیت (وایومینگ)
گرانیت (به انگلیسی: Granite) یک منطقهٔ مسکونی در ایالات متحده آمریکا است که در شهرستان لارامی، وایومینگ واقع شده‌است. گرانیت ۲٬۲۳۶٫۰۴ متر بالاتر از سطح دریا واقع شده‌است.